# معركة هوهينمولسن

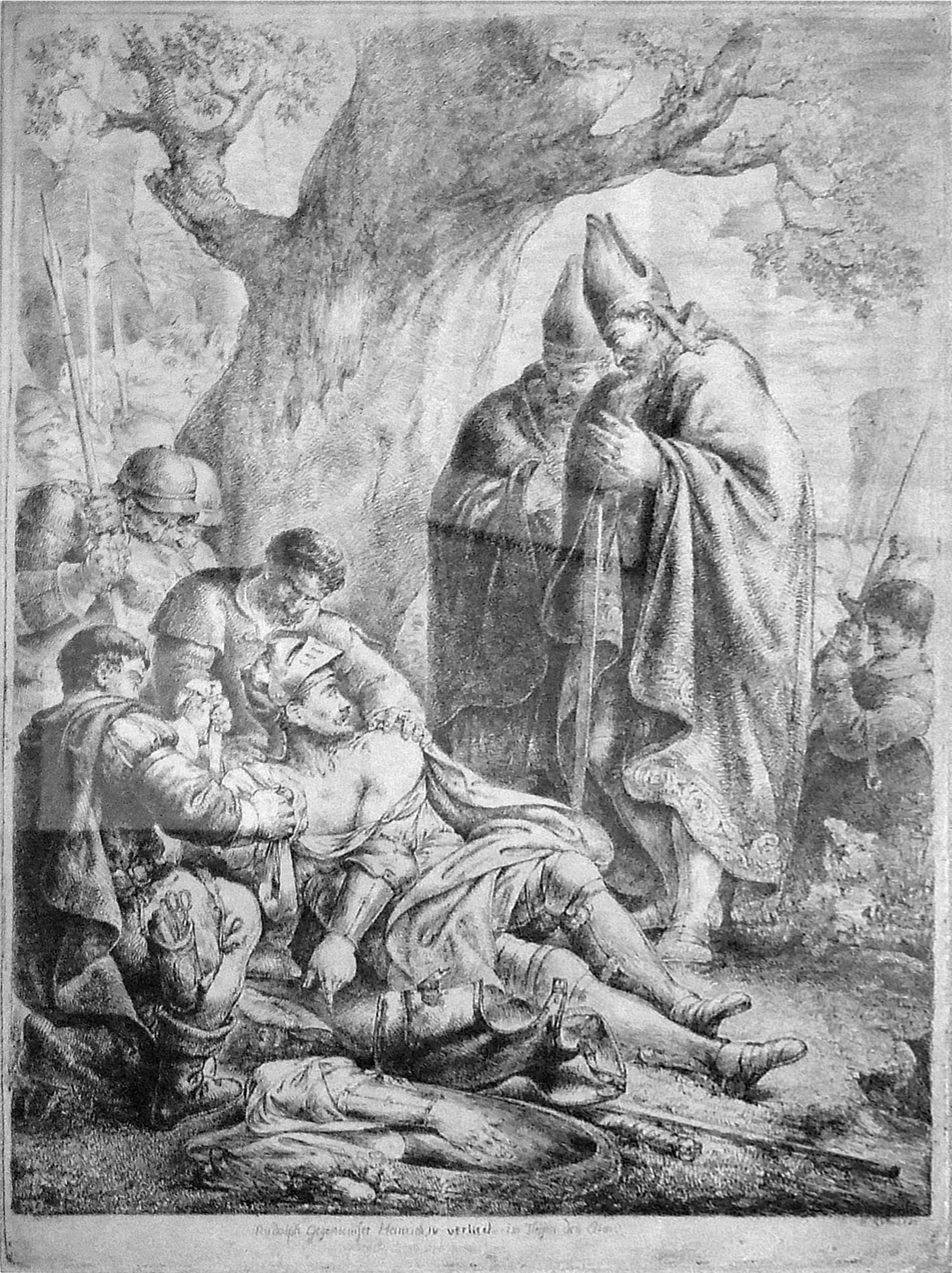
يشير رودولف من شوابيا إلى يده اليمنى المقطوعة (نقش من عام 1781)

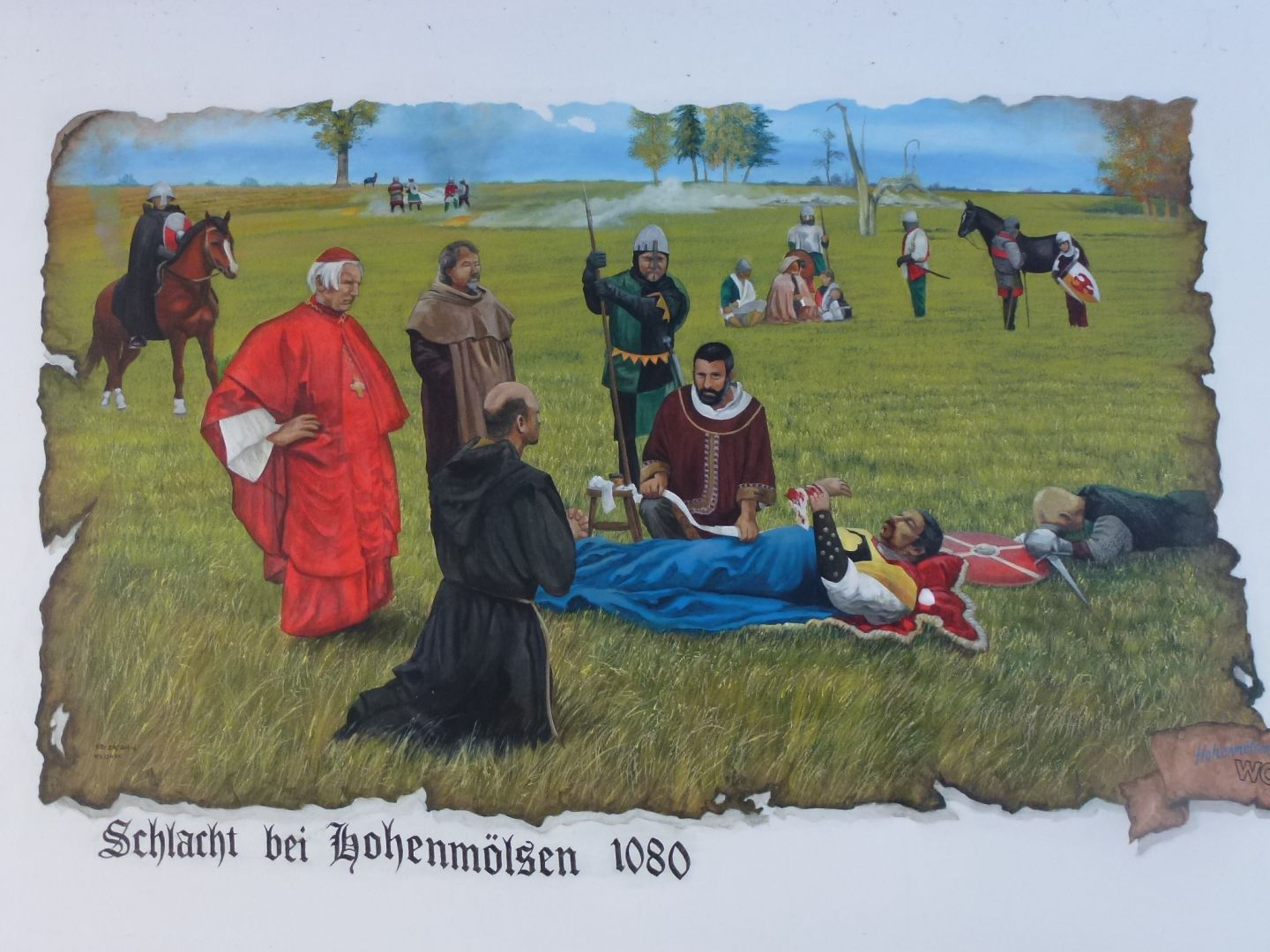
التمثيل الحديث في وسط هوهينمولسن

معركة هوهنمولسن بالألمانية (Die Schlacht bei Hohenmölsen ) كانت المواجهة العسكرية الثالثة والحاسمة في صراع الملك هاينريش الرابع مع الملك المعارض رودولف فون راينفيلدن. وقعت يوم الخميس، 15 أكتوبر 1080، عند هوهنمولسن على نهر إلستر الأبيض، واشتهرت أيضًا باسم معركة نهر فيسن. وعلى الرغم من عدم تحقيق النصر عسكريًا، إلا أن هاينريش نجح في إنهاء الصراع لصالحه من خلال هذه المعركة، حيث أصيب رودولف بجروح قاتلة فيها.

## أصل القصة
في فبراير 1076، أعلن البابا غريغوريوس السابع عن تأديب الملك هاينريش الرابع ووضع كنيسة بان على الملك. في اجتماع الأمراء في تروبور في أكتوبر، تم اتخاذ قرار بإعفاء هاينريش من العرش إذا لم يتخلص من هذا الوضع خلال عام واحد. تم تحقيق الهدف المطلوب من خلال زيارة هاينريش إلى قلعة كانوسا في يناير 1077، ولكن ذلك لم يمنع خصوم هاينريش من انتخاب رودولف فون راينفيلدن كملك في 15 مارس وتتويجه في 26 مارس. في يونيو، فرض هاينريش عقوبة الطرد الإمبراطوري على منافسه وبدأ في التحضير لمواجهته. بعد معارك سابقة (معركة ميلريششتات في 7 أغسطس 1078 و معركة فلاخهايم في 27 يناير 1080، التي فاز فيها رودولف)، التقي الخصمان مجددًا في 15 أكتوبر 1080 في هوهنمولسن.

## مسار المعركة
هاينريش توجه من هيسن عبر تورينغين نحو ساكسونيا، بهدف الانضمام إلى قوات ماركغراف مايسن وقبل كل شيء دوق فراتيسلاف من بوهيميا. أثناء تقدمه نحو إرفورت، قام بشن هجوم وهمي على غوسلار بواسطة بعض الفرسان، مما جعل القوات الرئيسية السكسونية تتجه نحو هناك. في هذه الأثناء، قام بنهب إرفورت ومضى في طريقه نحو نومبورغ، حتى وصلت إليه قوات رودولف القادمة من غوسلار وواجهته في معركة هوهنمولسن.
هاينريش نصب خطوطه الدفاعية خلف مستنقع Grunau، والذي كان ممرًا ممكنًا للفرسان فقط في بضع نقاط. قرر رودولف شن هجومًا قبل وصول التعزيز من ماركغراف مايسن ودوق بوهيميا ليقويوا موقفه بشكل أكبر. لهذا الغرض، بدأ هجومًا مؤقتًا بين الفرسان في النقاط القليلة التي يمكن عبورها، بينما نزل جزء من الفرسان بقيادة أوتو فون نورثهايم من الخيل وعبر المستنقع، وبذلك وصلوا إلى الجيش الملكي من الخلف، ثم احتلوا معسكر هاينريش الرابع وهاجموا جيشه من الخلف. هذا الهجوم الخلفي قرر نتيجة المعركة لصالح رودولف. هاينريش الرابع فر من ساحة المعركة باتجاه الجنوب، حيث أنقذه دوق فراتيسلاف الثاني وأوصله إلى بوهيميا لحمايته.

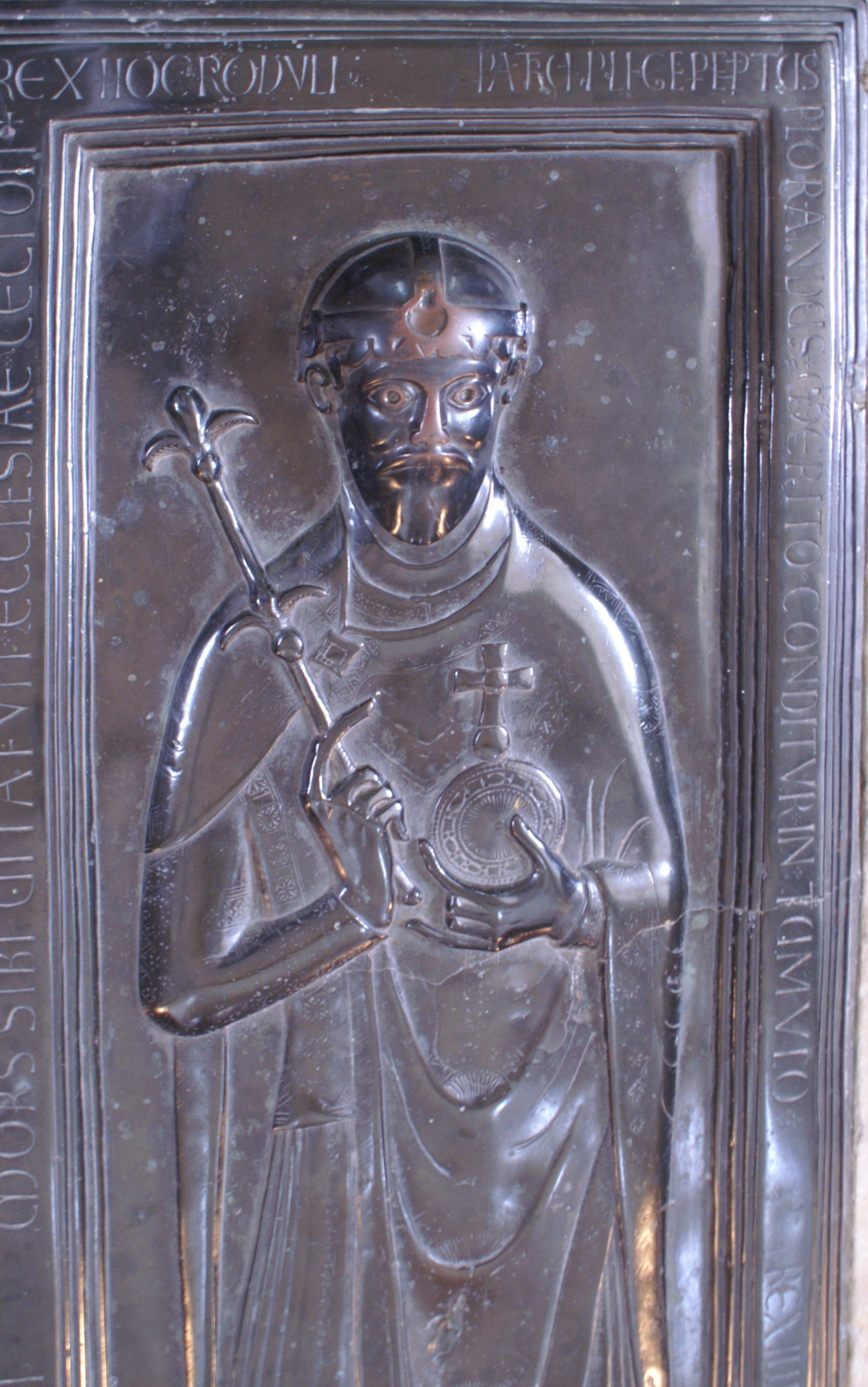
شاهد قبر رودولف فون راينفيلدن في كاتدرائية ميرسبورج

رودولف فون راينفيلان تعرض لجروح قاتلة خلال المعركة. أحد الفرسان في جيش هاينريش الرابع، والذي لم يتم تسجيل اسمه على الرغم من أهميته في هذا العمل. قام يقطع يد الكونتر ملك رودولف وطعنه بسيف في منطقة البطن رايتفيلان توفي بعد يوم واحد من هذه الجروح، وكري الجنازة له في كاتدرائية ميرزيورج وتم دفنه هناك. تم الاحتفاظ باليد المقطوعة في الكاتدرائية بأمل أن تصبح بعد وفاته قديستا في الوقت. الحالي، تعرض اليد المقطوعة في متحف الكاتدرائية. تمت دراسة اليد المفصولة واكتشاف أن هناك أدلة
تشير إلى أنها تمت مباشرة بعد وفاة رودولف

## النتائج
هاينريش الرابع رد على خبر وفاة رودولف بتجميع ما تبقى من جيشه وحاصر القلاع التي كانت قوات رودولف محصنة فيها، مثل تويشرن، هوهنمولسن، Grunau، وبيغاو. قام بحصار هذه القلاع واستولى عليها وأحرقها. بالإضافة إلى ذلك، استفاد من وفاة رودولف، وبخاصة قطع يده اليمنى (اليد التي تستخدم لأداء الأيمان)، واستخدمها لأغراض دعائية بمثابة "حكم الله"، مما ساهم في تضعيف المعارضة النبيلة.
ثلاث سنوات لاحقًا، في عام 1083، قام هاينريش بفتح مدينة روما، وفي عام 1084 دخل العاصمة بنفسه وتم تتويجه إمبراطورًا في 31 مارس.